# Giuseppe Matteoni
Giuseppe Matteoni (Roma, 24 ottobre 1969) è un fumettista e illustratore italiano.

## Biografia
Esordisce nel 1995 nella collana I Grandi Miti Greci a Fumetti (Arnoldo Mondadori Editore-De Agostini). Realizza  storie autoconclusive per Intrepido (Casa editrice Universo), strisce a fumetti per il settimanale Liberal, vignette umoristiche per il periodico Aiko e collabora al settimanale di satira politica Boxxer. Nelle parentesi partecipa a una campagna archeologica a Bet Gemal in Israele e alterna l'attività di fumettista a quella di fotografo, storyboard artist e webdesigner. Dal 2003 collabora con Sergio Bonelli Editore come disegnatore, prima come creatore grafico per il romanzo a fumetti Dragonero, poi per un albo della miniserie di Gianfranco Manfredi, Volto Nascosto. Dal 2008 collabora con Il Giornalino come disegnatore di Spider-man.
Dal 2013 è il disegnatore ufficiale della serie a fumetti di Dragonero (Sergio Bonelli Editore), di cui disegna i primi quattro numeri e tutte le copertine.

## Opere

### Dragonero
- Luca Enoch, Stefano Vietti (testi), Giuseppe Matteoni (disegni); Dragonero, in Romanzi a fumetti Bonelli n. 1, Sergio Bonelli Editore, giugno 2007.
- Luca Enoch, Stefano Vietti (testi), Giuseppe Matteoni (disegni); Il sangue del drago, in Dragonero n. 1, Sergio Bonelli Editore, giugno 2013.
- Luca Enoch, Stefano Vietti (testi), Giuseppe Matteoni (disegni); Il segreto degli alchimisti, in Dragonero n. 2, Sergio Bonelli Editore, luglio 2013.
- Luca Enoch, Stefano Vietti (testi), Giuseppe Matteoni (disegni); Gli impuri, in Dragonero n. 3, Sergio Bonelli Editore, agosto 2013.
- Luca Enoch, Stefano Vietti (testi), Giuseppe Matteoni, Luca Malisan (disegni); La fortezza oscura, in Dragonero n. 4, Sergio Bonelli Editore, settembre 2013.
- Stefano Vietti (testi), Giuseppe Matteoni (disegni); Il castello della follia, in Dragonero n. 38, Sergio Bonelli Editore, luglio 2016.
- Stefano Vietti (testi), Giuseppe Matteoni (disegni); Un nuovo amico, in Dragonero Adventures n. 3, Sergio Bonelli Editore, gennaio 2018.
- Luca Enoch, Stefano Vietti, Luca Barbieri (testi), Giuseppe Matteoni, Giuseppe De Luca, Gianluca Pagliarani (disegni); La voce della foresta profonda, in Dragonero il ribelle n. 6, Sergio Bonelli Editore, aprile 2020.
- Stefano Vietti (testi), Giuseppe Matteoni (disegni); Il demone fuggiasco, in Dragonero il ribelle n. 19, Sergio Bonelli Editore, maggio 2021.
- Stefano Vietti (testi), Giuseppe Matteoni (disegni); Sole rosso, in Dragonero Speciale n. 11, Sergio Bonelli Editore, novembre 2022.

### Altre pubblicazioni
- Gianfranco Manfredi (testi), Giuseppe Matteoni (disegni); Pioggia di sangue, in Volto Nascosto n. 9, Sergio Bonelli Editore, giugno 2008.
- Gianfranco Manfredi (testi), Giuseppe Matteoni, Carlo Raffaele Marcello, Fabio Pezzi, Stefano Biglia (disegni); Memorie del tempo perduto, in Magico Vento n. 131, Sergio Bonelli Editore, novembre 2010.
- Carlo Recagno, Alfredo Castelli (testi), Giovanni Freghieri, Giulio Camagni, Sergio Giardo, Giancarlo Alessandrini, Luca Enoch, Lucio Filippucci, Nicola Genzianella, Giuseppe Matteoni, Giuseppe Palumbo (disegni); L'abisso del male, in Maxi Martin Mystère n. 10, Sergio Bonelli Editore, novembre 2018.